# Phalacrocorax nigrogularis
Phalacrocorax nigrogularis là một loài chim trong họ Phalacrocoracidae.